# Ciclone tropical atlântico

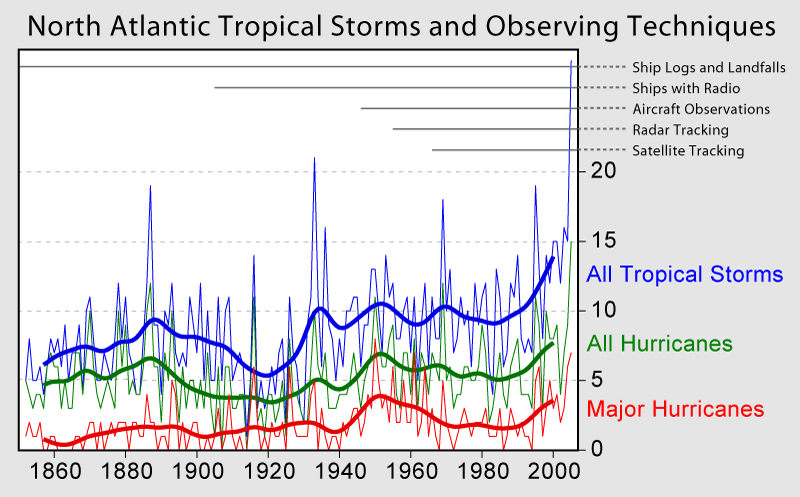
Histórico de todos os registros de ciclones tropicais e furacões que ocorreram no Atlântico Norte. As linhas horizontais no topo do gráfico indicam a tecnologia utilizada na detecção e mensuração das tempestades. É provável que o registro esteja parcialmente incompleto antes da utilização de monitoração via satélite.

Um ciclone tropical atlântico refere-se a um ciclone tropical que se forma no Oceano Atlântico, geralmente no verão ou outono do Hemisfério Norte, com ventos máximos de 119 km/h (74 mph, 33 m/s) em um minuto. Quando aplicado a furacões, "Atlântico" geralmente refere-se a toda a "bacia atlântica", que inclui o oceano Atlântico Norte, o mar do Caribe e o golfo do México.
A maioria das tempestades tropicais e furacões formados entre 1º de junho e 30 de Novembro. O Centro Nacional de Furacões dos Estados Unidos monitora a bacia e emite relatórios, observações e avisos sobre as condições climáticas dos sistemas tropicais da bacia do Atlântico como um dos centros meteorológicos especializados em ciclones tropicais, conforme definição da Organização Meteorológica Mundial.
Distúrbios tropicais que alcançam a intensidade de tempestade tropical são nominados de uma lista pré-determinada. Em média, 10,1 tempestades ocorrem em cada temporada, com uma média de 5,9 que se tornam furacões e 2,5 que se tornam furacões maiores (de categoria 3 ou maior). O pico climatológico de atividade dá-se por volta de 10 de setembro em cada temporada.